# Zaojiao, Shifang
Zaojiao (kinesiska: 皂角街道, 皂角) är en socken i Kina. Den ligger i provinsen Sichuan, i den sydvästra delen av landet, omkring 53 kilometer norr om provinshuvudstaden Chengdu. Antalet invånare är 16 481. Befolkningen består av 8 541 kvinnor och 7 940 män. Barn under 15 år utgör 10,0 %, vuxna 15-64 år 78 %, och äldre över 65 år 10,0 %.
Genomsnittlig årsnederbörd är 1 200 millimeter. Den regnigaste månaden är juli, med i genomsnitt 346 mm nederbörd, och den torraste är december, med 5 mm nederbörd.